# Османсько-мамелюцька війна (1485—1491)
Османсько-мамелюцька війна або Перша османсько-мамлюцька війна — війна в 1485–1491 роках між Османською імперією та Мамелюцьким султанатом Єгипту. Почалася з османського вторгнення до анатолійських і сирійських земель, що перебували під контролем єгипетських мамелюків. Незважаючи на 5-річну боротьбу, турки під проводом султана Баязида II зазнали поразки й були змушені укласти мирний договір із мамлюками Кайтбея, що відновлював довоєнне статус-кво. Невдоволеність Османів результатами війни спричинила нову османсько-мамелюцьку війну 1516–1517 років.